# Food Matters
Food Matters é um filme australiano de 2008 dirigido por James Colquhoun e
Carlo Ledesma.
O enredo relaciona a alimentação à saúde humana. 